# 陳詳 (南朝)
陳詳（523年—564年），字文幾，吴兴郡长城县（今浙江长兴）人，南北朝南梁官员，南陳宗室、官员。
陳詳是陳武帝陳霸先的從孫，他年少出家為僧侶，善於書記，言談清雅。陳霸先討伐侯景徵召他還俗，配備兵馬，跟隨平定江陵。之後陳霸先討伐杜龕，陳詳分別取下安吉、原鄉和故鄣三縣，平定杜龕後就以功勳獲授散騎侍郎、假節、雄信將軍、青州刺史，又割故鄣縣和廣德縣析置廣梁郡，任命他為太守。陳武帝建立陳朝後，改廣梁郡為陳留郡，陳詳亦出任為陳留太守。永定二年（558年）獲封遂興縣開國侯，食邑五百戶，同年除授明威將軍、通直散騎常侍。
永定三年（559年），陳詳跟從侯安都在宮亭湖擊敗王琳部將常眾愛。陳文帝繼位，他轉任宣城太守，仍為雄信將軍。王琳據守柵口，陳詳陪同吳明徹襲擊湓城虜取王琳家属，但失敗，因此經由南湖和鄱陽步道回歸。王琳被平定，他和吳明徹並無功勞。天嘉元年（560年），陳詳按例增加食邑到一千五百戶，仍為通直散騎常侍，兼右衛將軍。天嘉三年（562年）出任假節、都督吳州諸軍事、仁威將軍、吳州刺史。
周迪割據臨川起兵，陳詳自吳州突襲周迪的濡城別營，俘虜他的妻子，周迪敗走後陳詳就回歸本鎮。天嘉五年（564年），周迪再次由臨川發兵，朝廷下令他擔任為都督，率水兵步兵討伐。陳軍至南城與周迪軍隊相遇，陳軍戰敗，陳詳也戰死，虛歲四十二。因為他所統部下行军沒有纪律，朝廷決定不贈諡，子陳正理嗣爵。
陳正理官至湘州助防，與岳陽王陳叔慎一並斬首。

## 引用
1. ↑  《陳書·卷一·本紀第一》：高祖武皇帝諱霸先，字興國，小字法生，吳興長城下若里人……
2. 1 2  《陳書·卷十五·列傳第九》：陳詳字文幾，少出家為桑門。善書記，談論清雅。高祖討侯景，召詳，令反初服，配以兵馬，從定京邑。高祖東征杜龕，詳別下安吉、原鄉、故鄣三縣。龕平，以功授散騎侍郎、假節、雄信將軍、青州刺史，資割故鄣、廣德置廣梁郡，以詳為太守。高祖踐祚，改廣梁為陳留，又以為陳留太守。永定二年，封遂興縣侯，食邑五百戶。其年除明威將軍、通直散騎常侍。
3. 1 2 3 4  《南史·卷六十五·列傳第五十五》：遂興侯詳字文幾，少出家為沙門。善書記，談論清雅。武帝討侯景，召令還俗，配以兵馬，從定建鄴。永定二年，封遂興縣侯。天嘉三年，累遷吳州刺史。五年，討周迪，戰敗，死之。以所統失律，無贈諡。子正理嗣。
4. ↑  《陳書·卷十五·列傳第九》：高祖踐祚，詔曰：「維城宗子，實固有周，盤石懿親，用隆大漢，故會盟則異姓為後，啟土則非劉勿王，所以糾合枝幹，廣樹蕃屏，前王懋典，列代恆規。從子持節、員外散騎常侍、明威將軍、雍州刺史、監南徐州擬，持節、通直散騎侍郎、貞威將軍、北徐州刺史褒，從子晃、炅，從孫假節、員外散騎常侍、明威將軍訬，假節、信威將軍、北徐州刺史吉陽縣開國侯諠，假節、通直散騎侍郎、信武將軍祏，假節、散騎侍郎、雄信將軍、青州刺史、廣梁太守詳，貞威將軍、通直散騎侍郎慧紀，從孫敬雅、敬泰，並枝戚密近，劬勞王室，宜列河山，以光利建。擬可永脩縣開國侯，褒鍾陵縣開國侯，晃建城縣開國侯，炅上饒縣開國侯，訬虔化縣開國侯，諠仍前封，祏豫章縣開國侯，詳遂興縣開國侯，慧紀宜黃縣開國侯，敬雅寧都縣開國侯，敬泰平固縣開國侯，各邑五百戶。」
5. ↑  《陳書·卷十五·列傳第九》：三年，隨侯安都破王琳將常眾愛於宮亭湖。世祖嗣位，除宣城太守，將軍如故。王琳下據柵口，詳隨吳明徹襲湓城，取琳家口，不克，因入南湖，自鄱陽步道而歸。琳平，詳與明徹並無功。天嘉元年，隨例增邑并前一千五百戶。仍除通直散騎常侍，兼右衛將軍。三年，出為假節、都督吳州諸軍事、仁威將軍、吳州刺史。
6. ↑  《陳書·卷十五·列傳第九》：周迪據臨川舉兵，詳自州從他道襲迪於濡城別營，獲其妻子。迪敗走，詳還復本鎮。五年，周迪復出臨川，乃以詳為都督，率水步討迪。軍至南城，與賊相遇，戰敗，死之，時年四十二。以所統失律，無贈諡。子正理嗣。
7. ↑  《陳書》卷28：叔慎乃置酒會文武僚吏，酒酣，叔慎歎曰「君臣之義，盡於此乎！」長史謝基伏而流涕，湘州助防遂興侯正理在坐，乃起曰：「主辱臣死，諸君獨非陳國之臣乎？今天下有難，實是致命之秋也。縱其無成，猶見臣節，青門之外，有死不能。今日之機，不可猶豫，後應者斬。」眾咸許諾，乃刑牲結盟。仍遣人詐奉降書於龐暉，暉信之，克期而入，叔慎伏甲待之。暉令數百人屯于城門，自將左右數十人入于廳事，俄而伏兵發，縛暉以徇，盡擒其黨，皆斬之。叔慎坐于射堂，招合士眾，數日之中，兵至五千人。衡陽太守樊通、武州刺史鄔居業，皆請赴難。未至，隋遣中牟公薛冑為湘州刺史，聞龐暉死，乃益請兵，隋又遣行軍總管劉仁恩救之。未至，薛冑兵次鵝羊山，叔慎遣正理及樊通等拒之，因大合戰，自旦至于日昃，隋軍迭息迭戰，而正理兵少不敵，於是大敗。冑乘勝入城，生擒叔慎。是時，鄔居業率其眾自武州來赴，出橫橋江，聞叔慎敗績，乃頓于新康口。隋總管劉仁恩兵亦至橫橋，據水置營，相持信宿，因合戰，居業又敗。仁恩虜叔慎、正理、居業及其黨與十餘人，秦王斬之于漢口。叔慎時年十八。

## 延伸阅读
[在维基数据编辑]
 《陳書/卷15》，出自姚思廉《陳書》
 《南史/卷65》，出自李延壽《南史》